# دنیس آداموف
دنیس آندریویچ آداموف (روسی: Дени́с Андре́евич Ада́мов؛ زادهٔ ۲۰ فوریهٔ ۱۹۹۸) بازیکن فوتبال اهل روسیه است.
از باشگاه‌هایی که در آن بازی کرده‌است می‌توان به کراسنودار و سوچی اشاره کرد.